# Paulo Roberto Falcão
|  | No s'ha de confondre amb Radamel Falcao. |

Paulo Roberto Falcão (Abelardo Luz, Estat de Santa Catarina, 16 d'octubre, 1953) fou un futbolista brasiler que jugava de centrecampista.

## Trajectòria
Començà la seva vida professional a l'Sport Club Internacional de Porto Alegre, a Rio Grande do Sul, on jugà entre 1973 to 1980, guanyant tres Campionats Brasilers (1975, 1976, 1979). Falcão també jugà amb l'A.S. Roma (1980-1985), on guanyà una lliga italiana (1983) i perdé una Copa d'Europa. Al club fou conegut amb el sobrenom del "vuitè rei de Roma". Acabà la seva trajectòria al São Paulo de 1985 a 1986.
Jugà amb la selecció del Brasil els Mundials de 1982 i 1986. En total fou 29 cops internacional entre febrer de 1976 i juny de 1986.
Pelé el va incloure dins de la seva llista dels 125 més grans futbolistes vius el març del 2004.
El 1990-1991 fou l'entrenador de la selecció brasilera i el 1995 de la selecció japonesa. També ha estat comentarista de Rede Globo.